# (7868) Barker
(7868) Barker es un asteroide perteneciente al cinturón de asteroides descubierto el 26 de octubre de 1984 por Edward Bowell desde la Estación Anderson Mesa (condado de Coconino, cerca de Flagstaff, Arizona, Estados Unidos).

## Designación y nombre
Designado provisionalmente como 1984 UX2. Fue nombrado en honor a Edwin S. Barker (n. 1940), científico investigador del Observatorio McDonald de la Universidad de Texas en Austin. Barker es reconocido por su trabajo en observaciones físicas de planetas mayores y menores. Se desempeñó como superintendente del Observatorio McDonald durante varios años en la década de 1980, continuando simultáneamente sus estudios planetarios y mejorando considerablemente las condiciones de observación en el observatorio. También dirigió un extenso programa de monitoreo atmosférico y reducción de datos que resultó en la recomendación de ubicar el Telescopio Hobby-Eberly en el Monte Fowlkes. A principios de la década de 1990, se desempeñó con gran éxito como científico de disciplina en la sede de la NASA, y entre 1997 y 1998 presidió la División de Ciencias Planetarias de la Sociedad Astronómica Americana.

## Características orbitales
Barker está situado a una distancia media del Sol de 2,684 ua, pudiendo alejarse hasta 3,221 ua y acercarse hasta 2,148 ua. Su excentricidad es 0,200 y la inclinación orbital 11,981 grados. Emplea 1606,31 días en completar una órbita alrededor del Sol.
Pertenece a la familia de asteroides de (145) Adeona.

## Características físicas
La magnitud absoluta de Barker es 12,88. Tiene 14,946 km de diámetro y su albedo se estima en 0,092.